# Sofie Albrechtsen
Sofie Albrechtsen (født 20. februar 1995 i Esbjerg) er en dansk atlet medlem af Esbjerg AM.
Sofie Albrechtsen vandt som 16-årig bronze ved inde-DM i højdespring 2011 og har i årene efter vundet sølv og guld.
Sofie Albrechtsen deltog 2011 ved NM i mangekamp i Sipoo i Finland, hvor det blev til en 7. plads for 16-17 årige. Hun scorede med 4838 point sit bedste nogensinde, men efter de særlige regler ved NM blev der stødt med 3 kg kugle mod normalt 4 kg, hvorfor syvkampen ikke kommer til at figurere i statistikken. Hun forbedre ved Ungdoms-VM i Lille sin officielle PR i syvkamp med 21 point til 4576 point, hvilket rakte til en 25. plads ud af 34 startende. Ved Ungdoms-DM i Aabenraa kunne hun som ventet vinde og satte igen personlige rekord med 4736 point.

## Danske mesterskaber
- Guld 2013 Højdespring-inde 1,73
- Sølv 2012 Højdespring-inde 1,67
- Bronze 2011 Højdespring-inde 1,64

## Personlige rekord
- Højdespring: 1,74 Hvidovre Stadion 1. september 2012
- Højdespring -inde: 1,75 Spar Nord Arena i Skive 2. februar 2013
- Syvkamp[1]: 4736 point Aabenraa 20.-21. august 2011
- Syvkamp[2]: 4838 point Sipoo, Finland 18.-19. juni 2011

1. ↑  76,2cm hække
2. ↑  76,2cm hække og 3kg kugle